# Leszek Dutka
Leszek Stanisław Dutka, (ur. 16 lipca 1921 w Jaworznie, zm. 23 lutego 2014 w Krakowie) – polski malarz, rzeźbiarz i ceramik, prezes i założyciel fundacji im. Hanny Rudzkiej-Cybisowej.
W 1939 ukończył Liceum im. Stefana Żeromskiego w Zawierciu. W latach 1945–1955 studiował na Wydziale Malarstwa ASP w Krakowie w pracowniach prof. Hanny Rudzkiej-Cybisowej, prof. Zbigniewa Pronaszki i prof. Wacława Taranczewskiego. Jednocześnie studiował na Wydziale Architektury Politechniki Krakowskiej, którą ukończył w 1952. Jako pracownik Krakowskiego Biura Projektów Budownictwa Przemysłowego projektował i nadzorował m.in. budowę Myszkowskiej Fabryki Naczyń Emaliowanych oraz obiekty Wojewódzkiego Parku Kultury i Wypoczynku w Chorzowie.
Od 1956 członek Związku Polskich Artystów Plastyków.
Na jego artystyczny dorobek składają się rysunki, rzeźby, ceramika, obrazy oraz instalacje artystyczne. Swoje prace prezentował na prawie 100 wystawach zbiorowych i 40 indywidualnych.
Dzieła Leszka Dutki znajdują się w zbiorach m.in. Muzeum Narodowego w Krakowie, Wrocławiu, Gdańsku, Muzeum Polskiego w Chicago oraz w wielu prywatnych kolekcjach. Spuścizna rękopiśmienna Leszka Dutki znajduje się w zbiorach Biblioteki Naukowej PAU i PAN w Krakowie.
Miał żonę Renatę i córkę Agnieszkę, która jest graficzką. 

## Odznaczenia i nagrody
- 1977 – Złota Odznaka Związku Polskich Artystów Plastyków
- 1978 – Odznaka Zasłużony Działacz Kultury
- 1985 – Złoty Krzyż Zasługi
- 2004 – Krzyż Oficerski Orderu Odrodzenia Polski[1]
- 2005 – Złoty Laur za Mistrzostwo w Sztuce przyznany przez Fundację Kultury Polskiej
- 2006 – Srebrny Medal „Zasłużony Kulturze Gloria Artis”[2]

W czerwcu 2012, „za zasługi dla kultury, sztuki i rozsławiania miasta”, został Honorowym Obywatelem Zawiercia.